# Ostrov (Trnava)
|  | No s'ha de confondre amb Ostrov (Košice). |

Ostrov és un poble i municipi d'Eslovàquia que es troba a la regió de Trnava, a l'oest del país. La primera menció escrita de la vila es remunta al 1113.

## Demografia
| Godina             | 1994 | 2004   | 2014   | 2024   |
| ------------------ | ---- | ------ | ------ | ------ |
| Nombre de persones | 1165 | 1154   | 1236   | 1210   |
| Diferència         |      | −0,94% | +7,10% | −2,10% |

| Godina             | 2023 | 2024   |
| ------------------ | ---- | ------ |
| Nombre de persones | 1221 | 1210   |
| Diferència         |      | −0,90% |